# Arpège
Arpège (fransk udtale: [aʁpɛʒ] , Arpeggio) er en trestjernet fransk Michelinrestaurant i Paris, Frankrig. Chefkokken er Alain Passard. Restauranten var tidligere kendt som L'Archestrate af Alain Senderens. Passard købte restauranten af Senderens i 1986.
Restauranten blev tildelt en stjerne i Michelinguiden i dens første år og modtog endnu en snart derefter. Den modtog tre Michelinstjerner i 1996, som den siden har beholdt.
Restauranten blev kåret til verdens 8. bedste restaurant i The World's 50 Best Restaurants i 2018.
Arpège er kendt for at være velegnet for vegetarer og veganere.